# Scuola superiore d'Arte applicata all'Industria del Castello Sforzesco
La Scuola superiore d'Arte applicata all'Industria del Castello Sforzesco, comunemente nota come Scuola del Castello o SUPER, è un istituto di istruzione superiore a Milano. Fondato nel 1882, come accademia di formazione professionale artistica per l'industria, nel corso degli anni ha affiancato alla conservazione delle tecniche tradizionali l'esplorazione di nuove discipline nell'ambito delle arti applicate.

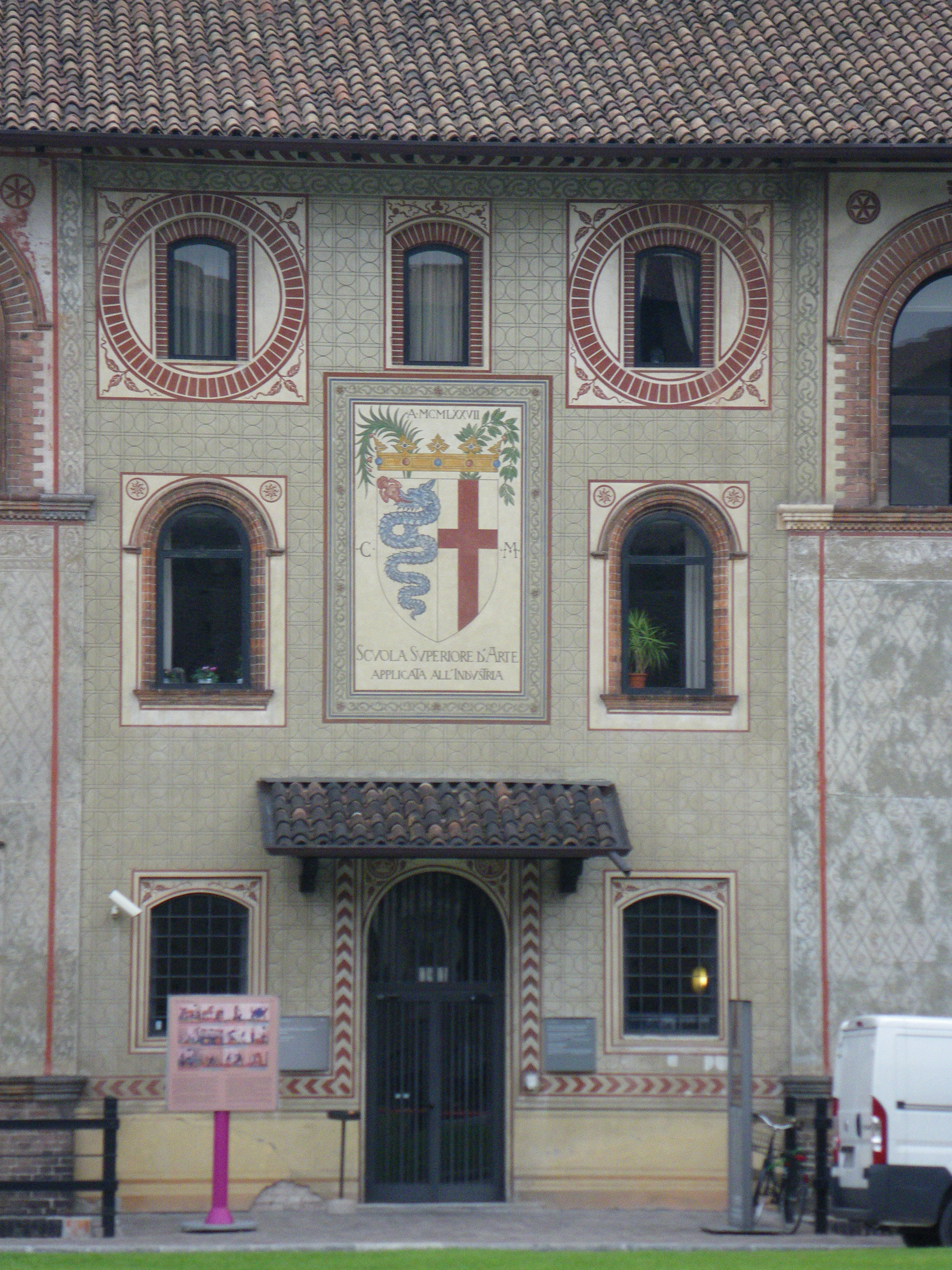
Ex ingresso della Scuola Sup. d'Arte applicata del Castello Sforzesco. Al primo piano c'è la sede della Civica raccolta delle stampe Achille Bertarelli

## Storia e organizzazione
La scuola è nata nel 1882 su proposta della Associazione Industriale Italiana nella persona del cavaliere Antonio Beretta e realizzata dall'architetto Carlo Maciachini e dal pittore Luigi Cavenaghi con il patrocinio del Comune di Milano, della Provincia di Milano, e della Camera di commercio di Milano.
La scuola fu fondata con l'obiettivo di formare maestranze esperte nelle arti applicate, capaci di rispondere sia alle esigenze dell'artigianato tradizionale sia alle nuove necessità della produzione industriale di beni di largo consumo; avvalendosi dei migliori artisti contemporanei dell'epoca.
Nel corso della sua storia, l'istituto ha progressivamente aggiornato la propria offerta formativa, introducendo nuove discipline artigiane e adattando i corsi alle evoluzioni del mercato del lavoro e degli sviluppi tecnologici. In tempi recenti, sono stati implementati anche percorsi e iniziative orientati all'avvio e al proseguimento della carriera artistica degli studenti.
L'offerta formativa della scuola comprende una gamma di discipline artistiche, artigianali e digitali, tra cui: affresco, arazzo, arte digitale, falegnameria, fumetto, grafica, illustrazione, incisione, letterpress, mosaico, pittura, progettazione editoriale, social media e vetrata.
Nel 1977 gli sgraffiti presenti nella facciata della sede preso il Castello Sforzesco vennero restaurati da Valeriano Dalzini con Franco Milani come direttore dei lavori.
Nel 2010, vince il Premio Gabriele Lanfredini, sezione “Cultura e Formazione”.

## Sedi
|    | Sedi                                                                                | Periodo       | Note |
| -- | ----------------------------------------------------------------------------------- | ------------- | --- |
| 1° | Padiglione dei Giardini Pubblici di porta Venezia sede del Museo d'Arte Industriale | 1882-1906     | sull'area oggi occupata dal Museo di Storia Naturale                                                                                      |
| 2° | Castello Sforzesco                                                                  | 1906-1999     | dal 15 luglio 1906, dopo i restauri di Luca Beltrami, a compendio delle Raccolte d'Arte Applicata dei musei civici del Castello Sforzesco |
| 3° | via Giusti, 42 a Milano                                                             | 1999- attuale | edificio condiviso con Arte&Messaggio. |
| 4° | via Alex Visconti, 18 a Milano                                                      | attuale       | edificio condiviso condiviso con Scuola Cova.                                                                                             |

## Direttori

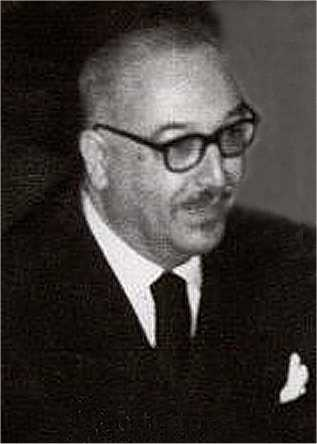
Architetto Giuseppe Boattini. Direttore dal 1946 al 1965

| Fondata nel 1882 a Milano | Fondata nel 1882 a Milano | Fondata nel 1882 a Milano |
|                           | Direttori                 | Periodo                   |
| ------------------------- | ------------------------- | ------------------------- |
| 1°                        | Luigi Cavenaghi           | 1882-1918                 |
| 2°                        | Alfredo Melani            | 1898-1923                 |
| 3°                        | Esodo Pratelli            | 1924-1945                 |
| 4°                        | Giuseppe Boattini         | 1946-1965                 |
| 5°                        |                           |                           |
| 6°                        | Carlo Paganini            | 1978-1993                 |
| 7°                        | Luigi Timoncini           | 1994-2003                 |
| 8°                        | Pietro Nimis              | 2003-2017                 |
| 9°                        | Stefano Mirti             | 2017-2024                 |
| 10°                       | Andrea Lazzaroni          | 2024-attuale              |

## Trasporti
Sedi di via Visconti:
- San Leonardo (metropolitana di Milano)
- Autobus Linea 69

Sede di via Giusti:
- Autobus Linea 57 Linea 43